# Rorippa palustris
Espèce
Synonymes
- Brachiolobos hispidus Desv.[1] [2]
- Cardamine palustris (L.) Kuntze[1]
- Crucifera palustris (L.) E.H.L.Krause[1] [2]
- Erysimum barbarea Forssk.[1]
- Myagrum palustre (L.) Lam.[1] [2]
- Nasturtium densiflorum Turcz.[1] [2]
- Nasturtium hispidum (Desv.) DC.[1]
- Nasturtium limosum Nutt.[1]
- Nasturtium obtusum Nutt.[1]
- Nasturtium palustre (L.) Crantz[1]
- Nasturtium palustre (L.) DC.[2]
- Nasturtium semipinnatifidum Hook.[1]
- Nasturtium terrestre (With.) W.T. Aiton[1]
- Radicula hispida (Desv.) Britton[1]
- Radicula palustris var. hispida (Desv.) B.L. Rob.[1] [2]
- Rorippa hispida (Desv.) Britton[1] [2]
- Rorippa intermedia (Kuntze) Stuckey[1]
- Rorippa islandica var. hispida (Desv.) Butters & Abbe[2]
- Rorippa nasturtioides Spach[1]
- Rorippa pacifica Howell[1]
- Rorippa sessiliflora (Nutt.) Hitchc.[1]
- Rorippa terrestris var. globosa A. Nelson[1]
- Sisymbrianthus palustris Chevall.[1]
- Sisymbrium amphibium var. palustre L.[1] [2]
- Sisymbrium barbareifolium Delile[1]
- Sisymbrium capillaceum Gilib.[1]
- Sisymbrium dissectum Nutt. ex E.Fourn.[1]
- Sisymbrium hybridum Thuill.[1]
- Sisymbrium islandicum Oeder ex Murray[1]
- Sisymbrium mexicanum Sessé ex Spreng.[1]
- Sisymbrium palustre (L.) Leyss.[1] [2]
- Sisymbrium terrestre With.[1]
- Tetracellion ellipsoideum Turcz.[1]

Statut de conservation UICN

 LC  : Préoccupation mineure
Rorippa palustris, le Cresson des marais,  Rorippe des marais ou Rorippe faux-cresson est une espèce de plantes herbacées de la famille des Brassicaceae.

## Description
Rorippa palustris est une plante annuelle. Ses feuilles sont glabres et ses fleurs jaunes, ses fruits sont des silicules oblongues à graines jaunâtres. Sa tige mesure de 20 à 40 cm de long.

## Répartition et habitat
Il s'agit d'une plante terrestre vivant dans les marais d'eau douce. Elle préfère les climats continentaux tempérés.
Cette plante vit dans tout le nord de l'Amérique du Nord et de l'Eurasie, ainsi qu'en Australie et en Nouvelle-Zélande où elle est considérée comme envahissante. Elle se trouve aussi dans les Andes, en Amérique du Sud. En Europe, elle est très répandue mais absente de la Grèce. En France, elle est presque absente du littoral méditerranéen, mais dans les années 2000 des spécimens ont été trouvés en Corse.

## Statuts de protection, menaces
L'espèce n'est pas encore évaluée à l'échelle mondiale par l'UICN. En Europe et en France, elle est classée comme non préoccupante . 

## Liste des sous-espèces et variétés
Selon Tropicos (1 novembre 2021) (Attention liste brute contenant possiblement des synonymes) :
- Rorippa palustris subsp. fernaldiana (Butters & Abbe) Jonsell
- Rorippa palustris subsp. glabra (O.E. Schulz) Stuckey
- Rorippa palustris subsp. hispida (Desv.) Jonsell
- Rorippa palustris subsp. occidentalis (S. Watson) Abrams
- Rorippa palustris subsp. palustris
- Rorippa palustris var. cernua (Nutt. ex Torr. & A. Gray) Stuckey
- Rorippa palustris var. clavata (Rydb.) Stuckey
- Rorippa palustris var. dictyota (Greene) Stuckey
- Rorippa palustris var. elongata Stuckey
- Rorippa palustris var. fernaldiana (Butters & Abbe) Stuckey
- Rorippa palustris var. glabra (O.E. Schulz) Roy L. Taylor & MacBryde
- Rorippa palustris var. glabrata (Lunell) Vict.
- Rorippa palustris var. hispida (Desv.) Rydb.
- Rorippa palustris var. occidentalis (S. Watson) Rollins
- Rorippa palustris var. pacifica (Howell) G.N. Jones
- Rorippa palustris var. williamsii (Britton) Hultén
- Rorippa palustris × sinuata